# Miklušovce
Miklušovce és un poble i municipi d'Eslovàquia. Es troba a la regió de Prešov, al nord del país.

## Història
La primera referència escrita de la vila data del 1330.

## Demografia
| Godina             | 1994 | 2004   | 2014 | 2024    |
| ------------------ | ---- | ------ | ---- | ------- |
| Nombre de persones | 331  | 340    | 323  | 289     |
| Diferència         |      | +2,71% | −5%  | −10,52% |

| Godina             | 2023 | 2024   |
| ------------------ | ---- | ------ |
| Nombre de persones | 287  | 289    |
| Diferència         |      | +0,69% |